# فيل جونز (لاعب كرة سلة)
فيل جونز (2 سبتمبر 1985 في الولايات المتحدة - ) (بالإنجليزية: Phil Jones)‏ هو لاعب كرة سلة أمريكي في مركز الوسط. لعب مع U-BT Cluj-Napoca ‏ وشارلوت فورتي ناينرز للرجال ‏.

## وصلات خارجية
- فيل جونز على موقع الاتحاد الدولي لكرة السلة (الإنجليزية)
- فيل جونز على موقع كرة السلة الأوروبية.كوم (الإنجليزية)
- فيل جونز على موقع كلية كرة السلة في سبورتس رفرنس.كوم (الإنجليزية)
- فيل جونز على موقع ريلجم (الإنجليزية)
- فيل جونز على موقع بروبوليرز (الإنجليزية)
- فيل جونز على موقع سبورتس رفرنس (الإنجليزية)